# 濁齒齦邊塞擦音
濁齒齦邊塞擦音（Voiced alveolar lateral affricate）是輔音的一種，用於一些口語中。表示此音的國際音標（IPA）是⟨d͡ɮ⟩，並常常被簡化為⟨dɮ⟩。

## 特徵
濁齒齦邊塞擦音的特徵包括：
- 調音方法屬於塞擦音，調音時先阻礙空氣在聲腔流動，再形成狹窄通道讓氣流通過發生湍流來調音。
- 調音部位是齒齦，即舌尖抵住上齒齦脊調音。
- 發聲類型是濁音，意味着發音時聲帶顫動。

- 本輔音是口腔輔音（口音），表示調音時空氣只從口裡流出。
- 調音方法是邊音，氣流從舌兩側流過，而不從中部流過。
- 氣流機制是肺部氣流，即由肺與橫膈膜驱动空气。

## 出現於
濁齒齦邊塞擦音並不常見。一些研究認為桑達韋語有[dɮ]音，但其調音器官更靠近後齒齦或硬顎，而非齒齦音。德內語支與瓦卡山語系的語言中，寫作 dl的輔音可能發音為不送氣塞擦音[t͜ɬ]（音位上可能有些濁化），或是帶邊音除阻的塞音[tˡ]和[dˡ]。在蒙大拿薩利希語中，/l/根據上下文可能為前阻礙輔音；即[ᵈl]或塞擦音[ᵈɮ̤]。在恩古尼語支的語言中（如豪薩語與祖魯語），[d͡ɮ]出現於鼻音後：/nɮ̤/會被發音為[nd͡ɮ̤]，並帶有塞音。
| 語言           | 語言           | 詞彙     | IPA            | 意義   | 註釋                   |
| -------------- | -------------- | -------- | -------------- | ------ | ---------------------- |
| 蒙大拿薩利希語 | 蒙大拿薩利希語 | p̓əllič̓č  | [pʼəd͡ɮɮít͡ʃʼt͡ʃ] | 翻過來 | /l/的一種同位異音。    |
| 豪薩語         | 豪薩語         | indlovu  | [ind͡ɮ̤ɔːv̤u]     | 大象   | /ɮ̤/在/n/後的同位異音。 |
| 巴那语         | 巴那语         | [d͡ɮau˩˧] | [d͡ɮau˩˧]       | 深     |                        |

## 外部鏈結
- 在PHOIBLE上搜尋含有[dɮ]的語言